# Darío Pereira
Alfonso Darío Pereira D'Atri, noto semplicemente come Darío Pereira (Montevideo, 25 febbraio 1996), è un calciatore uruguaiano, attaccante del La Luz.

## Caratteristiche tecniche
È una seconda punta.

## Carriera
Cresciuto nel settore giovanile del Rentistas, ha esordito in prima squadra il 2 settembre 2015 disputando l'incontro di Primera División Profesional vinto 3-0 contro la Juventud.

## Palmarès

### Competizioni nazionali
- Segunda División Profesional de Uruguay: 1

Torque: 2019